# أغوستين بينيا
أغوستين بينيا (بالإسبانية: Agustín Peña)‏ (8 مارس 1989 بمونتفيدو في الأوروغواي - ) هو لاعب كرة قدم أوروغواني في مركز الدفاع. شارك مع منتخب الأوروغواي تحت 20 سنة لكرة القدم. أما مع النوادي، فقد لعب مع أتليتيكو توكومان ومونتيفيديو واندررز ونادي بوافيشتا ونادي دانوبيو ونادي ليفربول وهوراكان والتانك سيلي.

## وصلات خارجية
- أغوستين بينيا على موقع قاعدة بيانات كرة القدم.إي يو (الإنجليزية)
- أغوستين بينيا على موقع Soccerway.com (الإنجليزية)
- أغوستين بينيا على موقع عالم كرة القدم.نت (الإنجليزية)
- أغوستين بينيا على موقع AS.com (الإسبانية)